# براون‌هیلز
براون‌هیلز (به انگلیسی: Brownhills) یک شهرک در بریتانیا است که در Walsall واقع شده‌است. براون‌هیلز ۱۲٬۶۷۶ نفر جمعیت دارد.